# 이어도

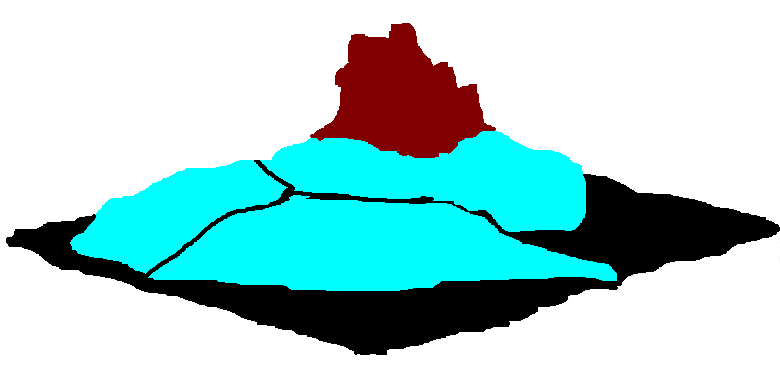
해저산과 이어초

이어도(離於島), 이어초(離於礁), 소코트라 암초(영어: Socotra Rock(Reef)) 혹은 쑤옌자오(소암초, 중국어 간체자: 苏岩礁, 정체자: 蘇岩礁)는  제주특별자치도 서남쪽, 동중국해의 대륙붕에 위치한 수중초이다. 이어도가 위치한 해역은 중국과의 배타적 경제수역(EEZ) 문제를 둘러싼 분쟁이 있다. 대한민국의 해저광구 가운데서는 제4광구에 속한다. 동중국해 북쪽에 위치하고 있다. 대한민국의 마라도에서 남서쪽으로 약 149km 떨어진 지점에 위치한다.
이 암초는 가장 윗부분이 평균 해수면에서 4.6 m 아래의 바닷속에 있어서 높이 10 m 이상의 심한 파도가 치지 않는 이상 여간해서는 그 모습이 드러나지 않는다. 암초의 정상부를 기준으로 동쪽과 남쪽은 급경사를 이루고, 서쪽과 북쪽은 완만한 경사를 이룬다.
이어도는 약 1만1000년 전인 빙하기(glacial age)에는 제주도와 연결된 육지였는데, 현재의 간빙기(interglacial age)가 되면서 바닷물의 높이가 상승해 해저 대륙붕이 되었다.
현재 이어도는 대한민국과 중화인민공화국 사이에 배타적 경제 수역의 설정을 둘러싼 갈등이 있다.

## 명칭
이어도는 한국어권에서 주로 쓰이며, 쑤옌자오는 최근 중국에서 부르는 이름이다. 영어권에서는 영국 상선 소코트라(Socotra)호가 1900년에 발견하였다는 것에서 착안해 선박의 이름을 따서 소코트라 암초(영어: Socotra Rock(Reef))라 한다.

## 위치
북위 32° 07′ 22.63″ 동경 125° 10′ 56.81″ / 북위 32.1229528°  동경 125.1824472° 에 위치해 있으며,
- 대한민국의 유인도인 마라도(馬羅島)에서 남서쪽으로 149 km(80 해리, 93 마일)
- 중화인민공화국에서는 무인도이자 바위섬인 퉁타오(童島, 중국어 간체자: 童岛 | 중국측 관방 공식명칭: 하이자오 중국어 간체자: 海礁岛)[3]에서는 245 km(132 해리, 152 마일), 유인도인 위산다오[4](余山島, 중국측 관방 공식명칭: 중국어 간체자: 余山岛[5])에서는 287 km(155 해리, 178 마일) 떨어져 있다.[6][7]
- 일본 나가사키현 고토시(일본어: 五島市)에 있는 도리시마(히젠토리시마 鳥島 / 肥前鳥島)암초에서는 276 km(148 해리, 171 마일) 해상에 위치한다.

## 설화 및 역사

### 근·현대 이전 기록

#### 한국
옛 제주도 사람들은 이 섬을 이상향으로 생각하는 전설이 있었다. 이 섬은 원래 구전되는 전설에 따르면 바다로 나가 돌아오지 않는 어부들이 가는 섬, 어부들이 죽으면 가는 환상의 섬으로 알려져 왔다. 구전되는 설화마다 세부사항은 다르지만, 크게 각 설화마다 대략 일치하는 것을 요약하면, "어부가 배를 타고 폭우가 쏟아지는 바다에서 방향을 잃고 처음 보는 작은 섬에 도착했는데, (대략 지금으로 치자면) 초등학교 운동장만하고 자갈과 바위 밖에 없는 섬이 있더라. 그런데 섬 한가운데에 돌을 쌓아 올려 만든 사당 같은 게 보여서 가보니, 한칸짜리 사당 안에는 밥상이 있고 그 위에 김이 피어오르는 쌀밥 한 그릇이 놓여 있더라. 주위를 아무리 살펴봐도 사람의 흔적은 보이지 않고 사람이 숨을 만한 장소도 없는데 막 지어 올린 듯한 쌀밥이 놓여 있으니 섬뜩해져서, 비바람을 무릅쓰고 섬을 떠나 버렸다더라"는 식의 내용이다.
설화에 따라 사당 대신 초가집, 쌀밥 대신 보리밥이라 하는 여러 변주가 나타나지만, "비바람이 몰아치는 날씨에 작은 섬이 나타난다"는 것은 비슷한 설화들의 공통된 내용이다. 1984년 제주대학교 측에서 이 해역을 탐사한 뒤 이 암초를 파랑도라고 명명하면서, 전설상의 이어도와 결부시키는 계기가 되었다. 다만, 설화 속의 이어도와 이 섬의 상관관계는 객관적으로 밝혀진 것이 아니다.
또, 17세기 후반에 쓰여진 하멜 표류기에도 이어도로 추정할 개연성이 있는 암초가 언급되어 있다는 주장이 있다.
"8월 1일 새벽에 우리는 조그마한 섬 근처에 있다는 것을 알게 되었다. 어떻게 해서든 섬 뒤편에 닻을 내릴 만한 장소를 찾으려고 최선을 다했다. 결국 위험을 무릅쓰고 우리는 닻을 내리는 데 성공했다.

그 섬 바로 뒤편에 큰 암초가 있었기 때문에 우리는 닻을 내린 상태로 있어야만 했으며 바다는 더욱더 거세어졌다."

#### 중국
중국의 고대 지리서이자 각종 신화·전설들을 기록한 산해경(山海經, B.C. 475년 ~ B.C. 221년 경)에는 다음과 같은 구절이 있다.

『 東海之外、………、大荒之中、有山名曰猗天蘇山 』
"동해(동중국해) 밖 태황 가운데 산이 있으니 이름하여 의천소산(蘇山, 쑤옌)이라 한다."

로서, 쑤옌이라는 섬이 있다는 기록이 있지만 이것이 수중 암초인 지금의 이어도를 가리킨다고 보기는 어렵다고 분석된다.

### 근·현대 기록
1900년 영국 상선 소코트라(Socotra)호에 의해 이어도가 범 국제적(한반도 주변국 외), 공식적으로 발견되었다. 이후 1910년 영국 해군 측량선 워터위치호(Waterwitch)에 의해 그 깊이가 5.4m 정도인 암초로 측정되었다. 이와는 별개로, 영국 해군 중장이었던 Archibald Day는 그의 저서 <1795~1919년간의 영국 해군 본부 수로 측량국(기록), (영어: The Admiralty Hydrographic Service, 1795~1919)>에서 해당 측량 조사가 1901년에 행해졌다 주장하기도 하였다.
1938년, 일본 제국에 의해 해저진선 중계시설과 등대를 설치할 목적으로 직경 15미터, 수면 위로 35미터에 달하는 콘크리트 인공 구조물을 설치할 계획이었으나 태평양 전쟁의 발발로 무산되고 말았다.
1944년 12월 25일 오후 7시 경, 미 해군은 미 해군의 전함(잠수함) Icefish 호를 수면위로 떠오르게 한 뒤, 황해를 향하여 서쪽으로 진행하다 이윽고 북진하며(각각 마라도-이어도와, 제주도-흑산도에서 최종적으로 상하이로 이어지는 경로를 따라가며), 순찰하던 중 소코트라 암초(Socotra rock)를 미 해군 Icefish 호의 2차세계대전 2번째 순찰 보고서《USS Icefish, 2nd War Patrol Report-2nd patrol》에 기록하였다. 1949년 중화인민공화국이 건국되었으나 국공내전이 아직 진행중에 있었으므로 저우산도(중국어 간체자: 舟山岛) 근처의 동중국해 일대는 중화민국 해양 순시선 관할 하에 있었다. 당시 순시선은 이어도의 정확한 위치를 알아내지는 못하였고, 이후 1950년대에 중화인민공화국 인민해방군 소속 동해함대 이어도에 대한 조사를 시행하였다.
대한민국 정부 수립 이후, 1951년 국토규명사업을 벌이던 한국산악회와 대한민국 해군이 공동으로 이어도 탐사에 나서 높은 파도와 싸우다 바다 속의 검은 바위를 눈으로만 확인하고 ‘대한민국 영토 이어도’라고 새긴 동판 표지를 수면 아래 암초에 가라앉히고 돌아왔다. 1952년 이승만 정부는 《국무원 고시 제 14호》를 통해, 한국 인접해양에 대한 한국의 주권 내용을 담고 있는 평화선을 공식적으로 선언하여 이어도를 포함한 한반도 주변 해역을 영해와 한국 관할 평화선(평화선이란, 현 국제 해양법 상 배타적 경제 수역 개념과 유사하며, 당시 해당 개념을 관습적으로 따르는 경향이 있었으나, 현 배타적 경제 수역 개념과의 세부적 차이와 당시 해당 개념이 법적으로 명문화 돼 있진 않았으므로, 편의상 직접적으로 배타적 경제 수역이라 부르는 경우는 상대적으로 적다.) 내부 수역으로 포함, 명문화시켰다.
1963년 5월 1일 13시 55분경, 중화인민공화국이 자체 제작한 최초의 원양화물선 "약진"(Yuejin)호(15,930톤)가, 칭다오를 거쳐 일본 나고야로 가기위해 처녀항행 중 해수면 및 어떤 물체에 부딪혀 침몰하였으나, 승선했던 선원 59명은 부근에서 조업중이던 일본 어선에 의해 무사히 구조되었다.(5월 2일 19시30분경 귀환) 사건 초기엔 어뢰의 공격을 받았다고 주장한 선원들의 발언에 의해 국제 분쟁으로 발전할 뻔했으나, 사건이 해명되는 과정에서, 당시 배는 이어도를 향해 가다 부딪친 것으로 밝혀졌고, 어뢰공격설은 선원들의 방향 오판으로 인한 착각으로 간주되어 사건이 일단락되었다. 사건이 마무리 되어가고 있었을때, 한국과 주변국들은 큰 반응을 내보이진 않았다. 1963년 5월 1일 - 6월 3일, 상하이해상(수로)관함대가 난파선을 이어도로부터 남서쪽으로 2.8 km 거리만큼 떨어진 곳에서 발견하였다.
1970년, 대한민국 정부가 이어도 해역을 제4광구로 지정한 '해저광물자원개발법'을 제정 및 공포하였다. 이에 대해 중화인민공화국은 별다른 공식적 반응을 내놓지 않았다.
그러다가 1984년 한국해양소년단연맹 이어도 탐사대의 수중탐사 등을 포함한 조사에 의해 그 정확한 위치가 재확인되었고, 이후 동년 제주대학교-KBS의 파랑도 학술탐사팀의 조사에 의해 그 정확한 위치가 다시 확인되어 '파랑도'라고 명명되기도 하였다. 1986년 대한민국 수로국 조사선에 의해 암초의 수심이 4.6미터로 측량되었다.
1987년, 대한민국 해운항만청이 이어도 최초의 구조물인 이어도 등부표를 띄우고 국제적으로 공표하였다. 1995년에는 대한민국 해양수산부가 해양연구·기상관측·어업활동 등을 위한 이어도 과학기지 설치를 위해 해저지형 파악과 조류관측 등 현장조사를 실시하기 시작하였고, 기지는 2001년에 착공하여 2003년 6월경 완공하였다.
2001년, 한ㆍ중 어업협정에서 이어도 유역이 대한민국과 중화인민공화국 어선의 공동 조업지대로 설정되어 논란을 불러 일으키기도 하였으나, 단순 어업 한정으로 맺은 협정이므로, 한-중간 근본적인 해안 경계 획정에 영향을 주는 것은 아니었다. 이후 2006년, 한ㆍ중 양국은, 이어도는 수중 암초로 섬이 아닌 만큼 영토분쟁의 대상이 아니라는 데 기본적인 합의를 하였다. 본래 국제 해양법 상 이어도는 원래 암초로 분류됐고, 영토의 지위를 갖지 못하기 때문에 이에 대해 영유권을 주장하는 것은 이전부터 불가능하였다. 또한 EEZ 해안 경계 획정과 영토분쟁은 해양법 상 다른 차원의 문제이므로, 이것 또한 한-중간 근본적인 해안 경계 획정에 영향을 주는 것은 아니었다.
그러다가 2013년 11월 23일 중화인민공화국에서 이어도를 포함하는 방공식별구역을 선포하였고, 이에 12월 8일 대한민국 측에서도 방공식별구역을 이어도까지 확장 선포하여 갈등이 발생하기도 하였다.

## 이어도 종합해양과학기지
제주특별자치도 서귀포시 대정읍 마라도에서 서남쪽으로 149km 떨어진 곳에 위치한 이어도에 설치된 과학기지. 대한민국의 3대 해양과학기지이며, 그 가운데 가장 처음 지어진 기지이다. 수심 약 40m의 파식 지대에 세워져있으며, 가장 얕은 곳은 해수면 아래 약 4.6m이다. 우리나라에서 세운 최초의 해양과학기지이며 해양, 기상, 환경 등 종합 해양 관측을 수행하기 위해 설치되었다. 우리나라에 상륙하는 태풍의 60%가 통과하는 길목에 위치한 해양과학기지이며, 태풍이 한반도에 상륙하기 8~12시간 전에 태풍을 직접 관측할 수 있는 위치에 있어서 태풍예보의 정확도를 향상시키고 재해를 예방하는데에 유용하게 사용된다. 중화인민공화국과 영유권 분쟁 문제로 완공 직후를 제외하곤 민간 신분의 연구원들이 상주하지는 못하고 있다.
이어도 해양과학기지에는 휴대전화 기지국 시설도 있는데 SK텔레콤이 5세대 이동통신(5G) 기지국을 설치하여 운영 중이다. 하루 당 약 3만 통을 처리할 정도로 북적이는 기지국인데, 제주도 남쪽 바다에서 조업을 하는 어선들이 통화가 필요할 때 이어도 근처로 와서 통화를 하는 식으로 사용한다고 한다. 해양경찰도 이어도 해양과학기지 근처에 오면 사용하며 중국 어선을 비롯한 해외 선박들도 지나가면서 로밍을 걸어서 사용하기 때문에 그 수익도 꽤 된다.

### 규모
해저 지반에 박은 60m의 기초를 제외하고도 수중 40m, 수상 36m, 총중량 3,400t의 구조물이다, 400평 규모의 2층 Jacket형 구조물엔 관측실, 실험실, 회의실이 있고 기지의 최상부에 가로 21m, 세로 26m에 이르는 헬기 이·착륙장 외에, 등대시설, 선박 계류시설, 통신 및 관측시설 등과 8인이 15일간 임시 거주할 수 있는 시설을 갖추고 있다.

### 운영
무인으로 자동 운영되는 이어도 해양과학기지는 초기에는 한국해양연구원이 운영하다가, 2007년부터 국가기관인 국립해양조사원으로 이어도 기지의 운영·관리 권한이 이관됐다.

### 기능
해양, 기상, 환경 관측 체계를 갖추고 해양 및 기상, 파고, 수온 등 해상 상태와 어장 정보, 지구 환경 및 해상 교통 안전, 연안 재해 방지와 기후 변화 예측에 필요한 자료를 실시간으로 수집 무궁화 위성을 이용 관측 정보를 제공하며, 국립해양조사원에서 데이터 검증을 거쳐 기상청을 비롯하여 관련 기관에 실시간으로 자료를 제공한다.

## 배타적 경제 수역의 설정을 둘러싼 갈등

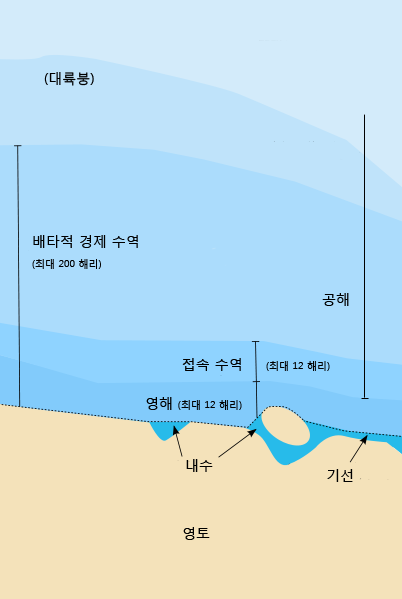
국제법 UNCLOS에 따른 바다의 구분. 황해는 폭이 좁아 배타적 경제 수역을 그림처럼 200 해리로 설정할 수 없다. 이런 경우 중간선 원칙이나 역사적 배경, 여타의 기준을 근거로 겹치는 곳을 적당히 나눠 EEZ를 정해야 하는데, 대한민국과 중화인민공화국은 1996년 협상 시작 이후 현재까지 EEZ 획정 문제를 마무리짓지 못하고 있다. 이어도가 위치한 제주도 남쪽 바다는 협상의 주요 쟁점 가운데 하나이다.

대한민국에서는 이곳을 이어초(離於礁)보다는 '이어도'(離於島)라는 이름으로 부르는 경우가 많지만, 그 실체가 수중 암초이지 섬이 아니다. 따라서, 법적으로 영토의 지위를 갖지 못하므로 이어도에 대해 영유권을 주장하거나 이어도를 기점으로 한 배타적 경제 수역은 설정할 수 없다. 이어도나 파랑도라는 용어에 있는 도(島: 섬)는 단지 상징적 의미를 갖는다고 할 수 있다.
대한민국 정부는 이어도 해양과학기지를 건설하여 운용 중인데, 해양과학기지는 섬이 아니라 인공 구조물이므로 이를 통해 배타적 경제 수역이 확장되는 것은 아니다. 대한민국 정부는 이어도가 '대한민국의 배타적 경제 수역(EEZ) 안에 있는 수중 암초'라는 입장이다.

### 대한민국 주장
대한민국은 배타적 경제 수역(EEZ)은 영해로부터 일반적으로 200해리 지점이나, 두 나라의 수역이 겹칠 경우 그 중간지점을 기준으로 삼는 국제 해양법 재판소 중간선 원칙 상 이어도 부근 해역은 대한민국의 관할 지역이라고 주장하고 있다.
지리적으로 대한민국의 마라도와 중화인민공화국의 퉁타오는 396 km 떨어져 있으며 그 중간지점은 198 km 지점이므로, 마라도에서 149 km 떨어져 있는 이어도 주변 해역은 당연히 대한민국의 관할이다.
또, 실체적으로도 1987년부터 대한민국 정부가 등부표를 띄우고 이후 해양과학기지를 건설했을 뿐만 아니라 그 전부터 이미 대한민국측이 이 지역을 관리해 오고 있었다.
역사적으로도 대한민국 제주도의 설화나 민담 등에 이어도가 등장한다는 사실에서 매우 오래 전부터 이곳을 한국측에서 관할지로 인식해 왔다는 점을 근거로 들 수 있다.

1982년에 개최된 제3차 국제 해양법 회의에서 채택되고 1994년부터 발효된 해양법에 관한 국제 연합 협약의 배타적경제수역(EEZ) 개념에 따르면, 인접성의 기반 위에 있는 국가 간 해안 경계 획정 시에는 중간선 원칙과 같은 형평성 원칙을 기본으로 하며, 그 밖의 상호 간 자연적 요소를 고려하되, 인구, 경제력 등의 사회적 요소는 배제시키는 경향을 일반화시켰다.
여기에 무인도나 암초는 가장 가까운 유인도에 귀속되도록 하는 국제 해양법에 따르더라도 이어도의 관할권은 자명하게 대한민국에 있다는 주장도 있다.

### 중화인민공화국 주장
중화인민공화국은 배타적 경제 수역(EEZ)의 경계 획정은 중간선이 아닌 대륙붕을 기준으로 정해야 한다고 주장하고 있으며, 황하와 장강(양쯔 강)에서 흘러내려온 퇴적물이 쌓이면서 형성된 해저 지형을 따라 EEZ 경계선을 그으면 동중국해의 3분의 2가 중국 관할 EEZ로 편입돼 이어도 부근 해역이 중화인민공화국의 관할 지역이 된다고 주장하고 있다.
중화인민공화국의 해안선은 대한민국보다 더 길고 중국은 한국보다 인구가 훨씬 많으므로, 양측의 배타적 경제 수역의 경계를 중간선에 따라 기계적으로 나눌 수 없다.
또, 공동 수역에서 중간선 원칙을 적용하기 위해서는 양국의 합의가 필요한데, 한중간에는 경계 획정 기준이 합의되지 않았으니 중국측도 이 지역의 관할을 주장할 수 있다.
중국 과거 지도 중에는 이어도 인근 해역이 중국측 해역으로 표기된 지도도 있으므로, 중국측 역시 주변 해역의 관할지 인식이 존재했었다는 점을 근거로 들 수 있다.

그러나, 원론적으로 국제법상 인접 국가 사이의 해양 경계에 있어서 가장 중요한 기준은 중간선 원칙이며, 나머지는 부가적인 사항이다.
중화민국 정부는 센카쿠 열도 분쟁과 달리 이곳에 관해서는 어떤 입장도 내놓고 있지 않다.

## 같이 보기
- 대한민국의 대외 관계
- 중화인민공화국의 대외 관계
- 대한민국-중화인민공화국 관계
- 이어도사나
- 이어도호
- 가거초 - 가거초 종합해양과학기지
- 파랑초 - 이어도 인근에 있는 수중 암초
- 해양법에 관한 국제 연합 협약
- 센카쿠 열도
  - 센카쿠 열도 분쟁
- 오키노토리 암초
- 동중국해
  - 동중국해 EEZ 분쟁
- 로칼섬
- 녹둔도